# Mnesampela privata
Mnesampela privata är en fjärilsart som beskrevs av Achille Guenée 1858. Mnesampela privata ingår i släktet Mnesampela och familjen mätare. Inga underarter finns listade i Catalogue of Life.

## Bildgalleri

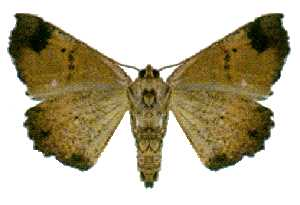
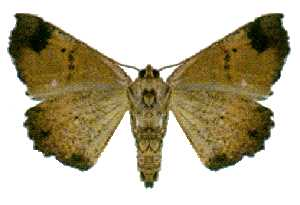